# باشگاه فوتبال دانبهولدن
باشگاه فوتبال دانبهولدن یک باشگاه فوتبال جامائیکایی است که در جامعه دانبهولدن در پرتمور جامائیکا واقع شده است. این باشگاه از زمانی که در شروع فصل ۱۹–۲۰۱۸ ارتقا یافت، در لیگ برتر جامائیکا شرکت می‌کند.